# Catasauqua
Catasauqua est un borough situé au centre-est du comté de Lehigh, en Pennsylvanie, aux États-Unis,. En 2010, il comptait une population de 6 436 habitants, estimée au 1er juillet 2020 à 2 961 habitants. Le borough est incorporé le 1er février 1853.

## Démographie
Lors du recensement de 2010, le borough comptait une population de 6 436 habitants. Elle est estimée, en 2020, à 6 552 habitants.

### Source de la traduction
- (en) Cet article est partiellement ou en totalité issu de l’article de Wikipédia en anglais intitulé « Catasauqua, Pennsylvania » (voir la liste des auteurs).